# 끄어박 성당
끄어박 성당(베트남어: Nhà thờ Cửa Bắc)은 베트남 하노이의 로마 카톨릭 교회이다. 원래는 순교자 교회(프랑스어: église des Martyrs)로 이름이 붙었으며, 성당은 하노이 도시 계획의 일부로 1932년 에르네 에브라의 감독하에 프랑스령 인도차이나 정부에 의해 세워졌다. 오늘날 끄어박 성당은 함롱 성당과 성요셉 성당과 함께 하노이의 3대 교회 중 하나이다. 2006년 11월 끄어박 가톨릭 교회는 베트남을 공식 방문 중인 조지 W. 부시 미국 대통령이 참석한 가운데 베트남 가톨릭 신자들의 공동 예배의 장소가 되었다.

## 역사
1930년대 초, 프랑스 건축가 에르네 에브라(프랑스어: Ernest Hébrard)는 도시 계획을 시작하여 하노이를 재설계했다. 이 계획의 일환으로 순교자 교회라는 새로운 로마 가톨릭 교회가 1932년 하노이 성의 북부 끄어박 앞에 세워졌다.